# Fratelli Massabki
Francis, Abdel Mohti e Raphaël Massabki (in arabo: Fransīs, ῾Abd-al-Mu῾ṭī e Rūfayīl Māsabkī) furono tre fratelli appartenenti alla Chiesa maronita, uccisi a Damasco nel 1860 dalla setta musulmana dei Drusi, insieme a 8 missionari europei (7 spagnoli e 1 austriaco).
Sono venerati come martiri dalla Chiesa cattolica e sono stati beatificati da papa Pio XI nel 1926 e canonizzati da papa Francesco nel 2024.

## Culto
Il processo di beatificazione dei martiri di Damasco includeva inizialmente soltanto gli 8 missionari europei.
Tuttavia, nella primavera del 1926, quando la causa era stata già conclusa e la Santa Sede aveva fissato la data di beatificazione, i vescovi maroniti presentarono un'istanza a Pio XI affinché i tre fratelli Massabki venissero aggregati al gruppo degli otto martiri europei e che insieme ad essi venissero beatificati il 10 ottobre di quell'anno.
Il Pontefice, con un gesto unico nella storia, acconsentì alla richiesta dei presuli maroniti, dispose un processo sommario sulla vita e sulla morte dei tre fratelli Massabki, incaricando il promotore della fede e il postulatore dei Frati Minori di recarsi in Siria e in Libano per svolgere l'inchiesta e raccogliere delle testimonianze.
Dopo aver esaminato le prove raccolte, il Papa concesse ai fratelli Massabki la dispensa dei miracoli prescritti e firmò il decreto per la loro beatificazione.
Il 10 ottobre 1926 avvenne la solenne celebrazione durante la quale vennero beatificati insieme agli otto missionari europei.
La loro memoria liturgica si celebra il 10 luglio.
Nel concistoro per la canonizzazione, convocato da papa Francesco per il 1º luglio 2024, è stato stabilito che saranno iscritti all’Albo dei Santi domenica 20 ottobre 2024, come di fatto avvenuto.